# Глухув (Казімерський повіт)
Глухув (пол. Głuchów) — село в Польщі, у гміні Казімежа-Велька Казімерського повіту Свентокшиського воєводства.
Населення — 134 особи (2011).
У 1975-1998 роках село належало до Келецького воєводства.

## Демографія
Демографічна структура на день 31 березня 2011 року:
|          | Загалом | Допрацездатний вік | Працездатний вік | Постпрацездатний вік |
| -------- | ------- | ------------------ | ---------------- | -------------------- |
| Чоловіки | 66      | 8                  | 50               | 8                    |
| Жінки    | 68      | 10                 | 37               | 21                   |
| Разом    | 134     | 18                 | 87               | 29                   |